# Nova Hrvatska (politička stranka)
Nova Hrvatska (NH) je hrvatska politička stranka desnog centra. Osnovao ju je Ante Prkačin, kandidat na hrvatskim predsjedničkim izborima 2000.
Nakon što se Ante Prkačin vraća u HSP 2011. godine, stranku preuzima Borko Šamija.